# حوت أندروز
حوت أندروز (الاسم العلمي:†Andrewsiphius) هو جنس منقرض من الثدييات يتبع فصيلة الحيتان الرمنغتونية من رتبة مزدوجات الأصابع.